# 桂向亭長丸
桂向亭 長丸（けいこうてい ながまる、生没年不詳）とは、江戸時代の大坂の浮世絵師。

## 来歴
師系・経歴不明。大坂の人で桂向亭、桂向山人と号す。作画期は寛政から文化の頃にかけてとされ、作に文化8年（1811年）刊行の読本『昔話松虫墳』（聴雨軒作）の挿絵がある。